# كارلا توماس (مغنية)
كارلا توماس (بالإنجليزية: Carla Thomas)‏ هي مغنية أمريكية، ولدت في 21 ديسمبر 1942 في ممفيس في الولايات المتحدة.

## وصلات خارجية
- كارلا توماس على موقع IMDb (الإنجليزية)
- كارلا توماس على موقع ميوزك برينز (الإنجليزية)
- كارلا توماس على موقع أول ميوزيك (الإنجليزية)
- كارلا توماس على موقع ديسكوغز (الإنجليزية)
- كارلا توماس على موقع قاعدة بيانات الفيلم (الإنجليزية)